# Coalition Russie-Syrie-Iran-Irak

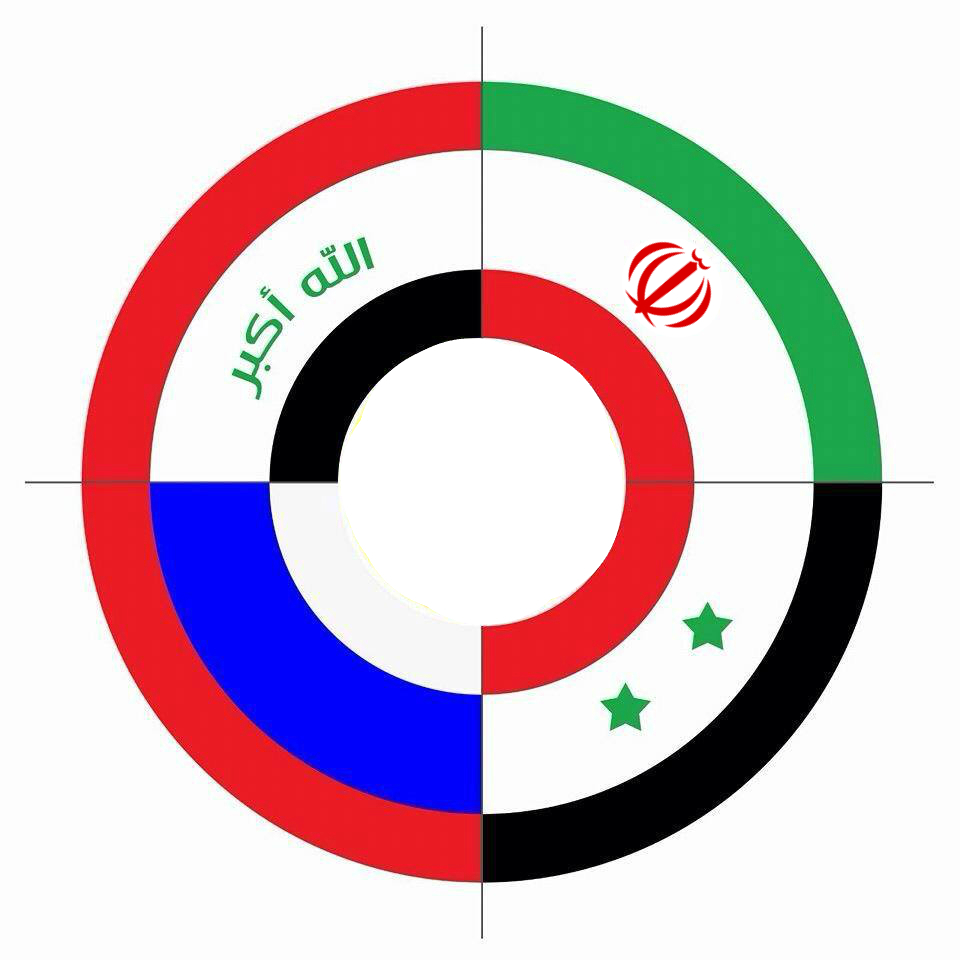
Cocarde de la coalition

La coalition Russie–Syrie–Iran–Irak (aussi appelée « coalition RSII »), aussi appelée 4+1 (dans laquelle « plus un » fait référence au Hezbollah libanais), est une coopération dans le partage d'informations entre les opposants à l'organisation État islamique (ISIS) avec des salles d'opérations à Damas et dans la zone verte de Bagdad,. Elle est le résultat d'un accord auquel sont parvenus, fin septembre 2015, la Russie, l'Iran, l'Irak et la Syrie afin d'« aider et coopérer à la collecte d'information à propos du groupe terroriste Daesh » afin de retenir l'avancée du groupe, d'après une déclaration faite par le Commandement communs des opérations irakien,. La déclaration faisait également état « des inquiétudes grandissantes de la Russie à propos de milliers de terroristes russes commettant des actes criminels au sein de l’État islamique ».